# União de Cidades Capitais Ibero-americanas

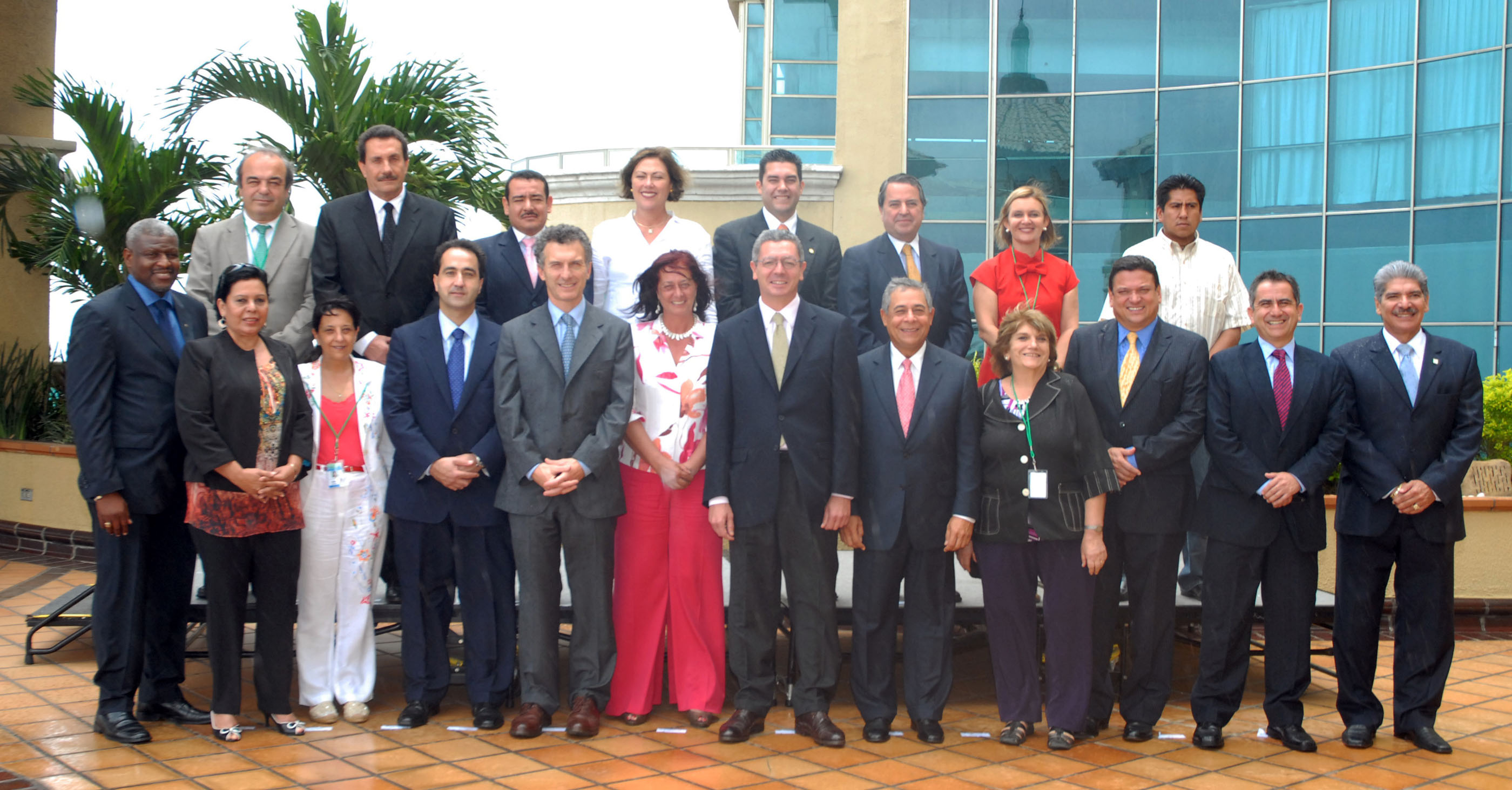
Cerimónia de abertura da assembleia bianual da União de Cidades Capitais Ibero-americanas (UCCI) em Santo Domingo (15 de julho de 2010).

A União de Cidades Capitais Ibero-americanas (UCCI) é uma associação que agrupa a 27 cidades da Ibero-América:
- Andorra-a-Velha -  Andorra
- Assunção -  Paraguai
- Barcelona -  Espanha
- Bogotá -  Colômbia
- Brasília -  Brasil
- Buenos Aires -  Argentina
- Caracas -  Venezuela
- Cidade da Guatemala -  Guatemala
- Havana -  Cuba
- La Paz -  Bolívia
- Lima -  Peru
- Lisboa -  Portugal
- Madrid -  Espanha
- Manágua -  Nicarágua
- Cidade do México -  México
- Montevidéu -  Uruguai
- Cidade do Panamá -  Panamá
- Rio de Janeiro -  Brasil
- Quito -  Equador
- San José -  Costa Rica
- San Juan -  Porto Rico
- San Salvador -  El Salvador
- Santiago -  Chile
- Santo Domingo -  República Dominicana
- São Paulo -  Brasil
- Sucre -  Bolívia
- Tegucigalpa -  Honduras